# Herpele squalostoma
Herpele squalostoma és una espècie d'amfibis gimnofions de la família Caeciliidae. Habita a Camerun, República Centreafricana, República del Congo, República Democràtica del Congo, Guinea Equatorial, el Gabon, Nigèria i possiblement Angola. Els seus hàbitats naturals inclouen boscos secs tropicals o subtropicals, plantacions, jardins rurals i zones prèviament boscoses ara molt degradades.